# Helvibis infelix
Helvibis infelix là một loài nhện trong họ Theridiidae.
Loài này thuộc chi Helvibis. Helvibis infelix được Octavius Pickard-Cambridge miêu tả năm 1880.